# Alexei Nikolajewitsch Woropajew
Alexei Nikolajewitsch Woropajew (russisch Алексей Николаевич Воропаев; * 23. Januar 1973 in Moskau, Sowjetunion; † 5. November 2006 ebenda) war ein russischer Kunstturner.

## Karriere
Woropajew wurde 1991 sowjetischer Meister im Sprung und im selben Jahr mit der sowjetischen Mannschaft Weltmeister im Mannschaftsmehrkampf. 1992 gewann er bei den Olympischen Spielen in Barcelona mit dem Vereinten Team die Goldmedaille im Mannschaftsmehrkampf. Im Einzelmehrkampf belegte er in der Qualifikation Rang 16, konnte jedoch nicht am Finale teilnehmen, da pro Nation nur drei Turner zugelassen waren. Im selben Jahr wurde er Vizeweltmeister am Barren und erhielt den Titel Verdienter Meister des Sports der UdSSR.
Zwischen 1994 und 1996 gewann Woropajew insgesamt sechs russische Meistertitel. Bei den Weltmeisterschaften 1994 holte er mit der russischen Mannschaft Silber im Mannschaftsmehrkampf und wurde zudem Vizeweltmeister im Einzelmehrkampf. Zwei Jahre später folgten bei der WM 1996 Silber am Boden sowie bei der Europameisterschaft in Kopenhagen Gold am Reck und im Mannschaftsmehrkampf sowie Bronze im Einzelmehrkampf.
Bei den Olympischen Spielen 1996 in Atlanta gewann Woropajew mit der russischen Mannschaft erneut Gold im Mannschaftsmehrkampf. Im Einzelmehrkampf belegte er Rang 24. 1997 sicherte er sich mit der russischen Mannschaft Bronze im Mannschaftsmehrkampf bei der Weltmeisterschaft. Im selben Jahr wurde ihm der russische Orden der Ehre verliehen.
1996 schloss Woropajew sein Studium am Pädagogischen Institut der Oblast Moskau ab. Er starb 2006 infolge einer Infektion mit Hepatitis C.